# Јегерцајле
Јегерцајле је до 1850. године била самостална општина, а данас је то дио другог бечког округа, Леополдштата.
Јегерцајле је настала као насеље пензионисаних ловаца аустријског цара Максимилијана II, на територији која се још назива Венедигер Ау (Venediger Au).
Јегерцајле је био такође назив за главну улицу овога насеља, а данас се та улица назива Пратерштрасе. Од 1850. године, Јегерцајле је саставни дио Леополдштата, другог бечког округа.
Грб овог дијела Беча приказује јелена на зеленој трави. На глави му се налазе дванаестокраки рогови, а међу њима, на златној подлози се налази црвени крст.